# Sumaniak
Sumaniak is een bestuurslaag in het regentschap Tanah Datar van de provincie West-Sumatra, Indonesië. Sumaniak telt 4728 inwoners (volkstelling 2010).